# Jacques Drake del Castillo
Jacques Drake del Castillo (Parigi, 1º febbraio 1855 – Parigi, 30 giugno 1918) è stato un imprenditore, politico e viticoltore francese di origini anglo-spagnole.
Figlio del ricco imprenditore cubano Santiago Drake del Castillo, fu uno dei principali viticoltori francesi dell'area di Tours e dagli anni '80 dell'Ottocento fu tra i primi imprenditori del settore a prodigarsi attivamente per contrastare la peronospora e la fillossera in Francia. All'inizio della sua carriera si occupò anche di politica, schierandosi dapprima coi repubblicani moderati e poi coi progressisti. All'età di 25 anni divenne sindaco di Monts e fu in seguito consigliere generale e deputato per il dipartimento dell'Indre-et-Loire. Suo fratello fu il celebre botanico Emmanuel Drake del Castillo.

## Biografia

### I primi anni
Figlio dell'imprenditore e mercante cubano Santiago Drake del Castillo e della sua seconda moglie, Rosalie Charlotte Claire Spitz, Jacques era discendente da una famiglia di ricchi proprietari di piantagioni di canna da zucchero di Cuba ma di origini anglo-spagnole; nel 1853, suo padre acquistò in Francia il castello di Candé.
Su stimolo del padre, studiò legge a Parigi. Ebbe due figli dalla sua compagna, Elise Juliette Smerche, rispettivamente nel 1886 e nel 1888, ma li riconobbe solo nel 1901.

### Il castello di Candé

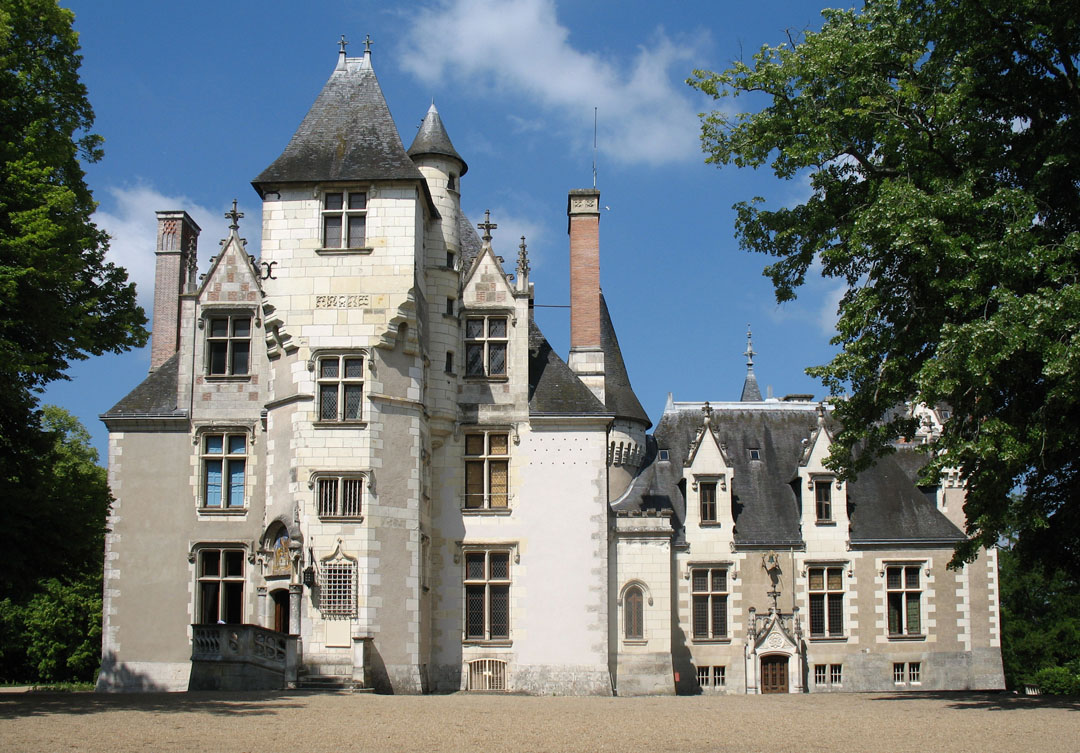
Il castello di Candé

Come erede di suo padre col fratello, alla morte del genitore nel 1871, ottenne tra le altre proprietà anche quella del castello di Candé, non lontano da Tours, ma poté ottenere la cittadinanza francese solo quando raggiunse la maggiore età nel 1876. Divenne membro di diverse società scientifiche, della Società Archeologica della Touraine e della Società di Economia Politica. Jacques si distinse particolarmente in diversi campi: sfruttando i prodotti coltivati nelle terre del castello secondo il progetto voluto da suo padre, nel 1893 aprì a Tours il ristorante Le Fourneau Economique, un particolare ristorante economico dove il prezzo del pasto teneva conto solo del costo dei prodotti alimentari utilizzati. Questo ristorante, che giunse ad accogliere più di 300 clienti al giorno, venne chiuso poi nel 1906.
Coinvolto nella vita culturale francese, divenne presidente della Société des Amis des Arts, affiancando personaggi come Alfred Mame, Eugène Goüin e Jacques-Xavier Carré de Busserolle. Collezionista d'arte, nella sua collezione possedeva diversi dipinti di Claude Monet (di cui era amico personale) e di Edgar Degas.

#### Viticoltore innovativo

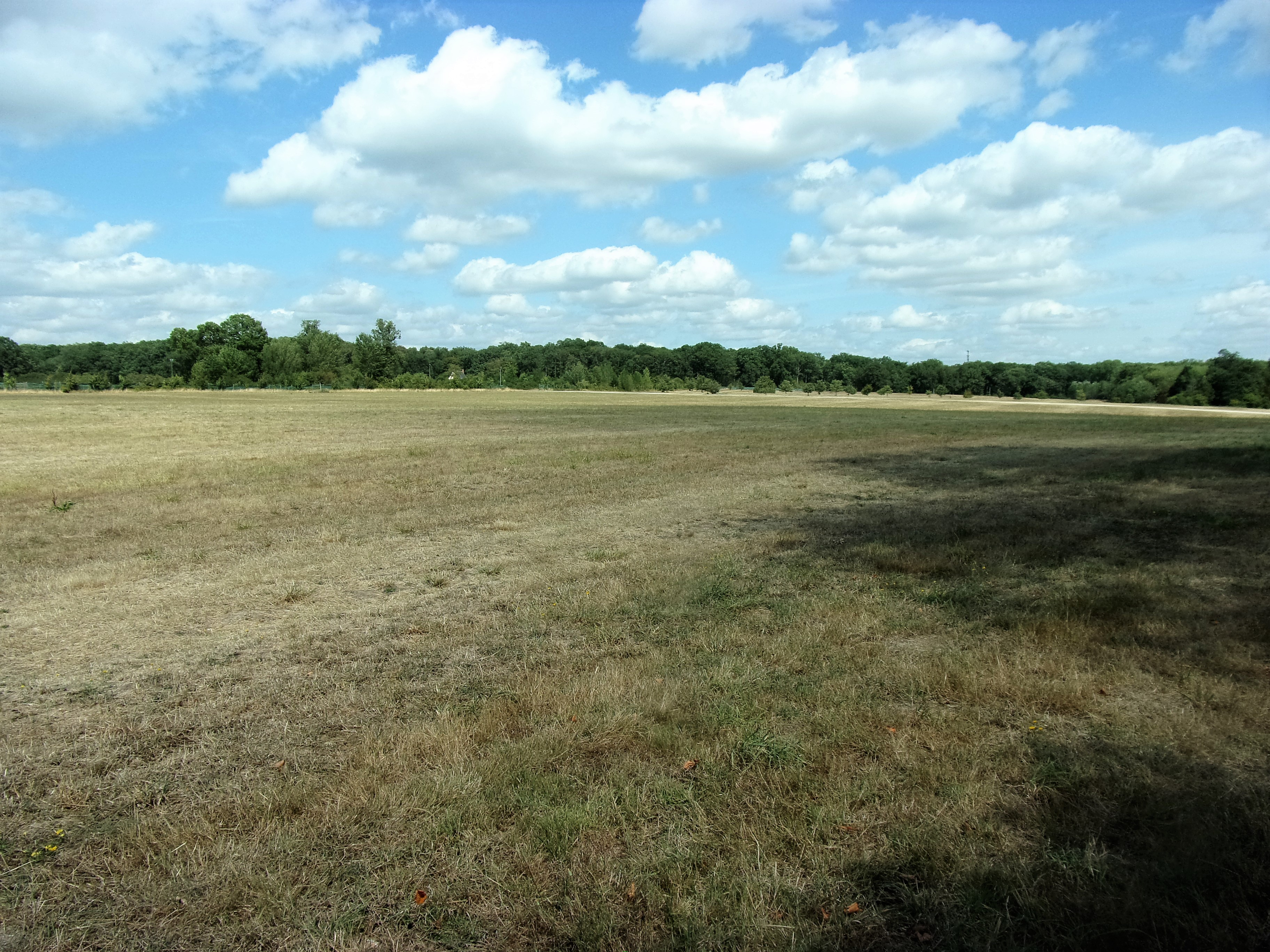
Il sito dell'antico vigneto di Jacques Drake del Castillo al castello di Candé

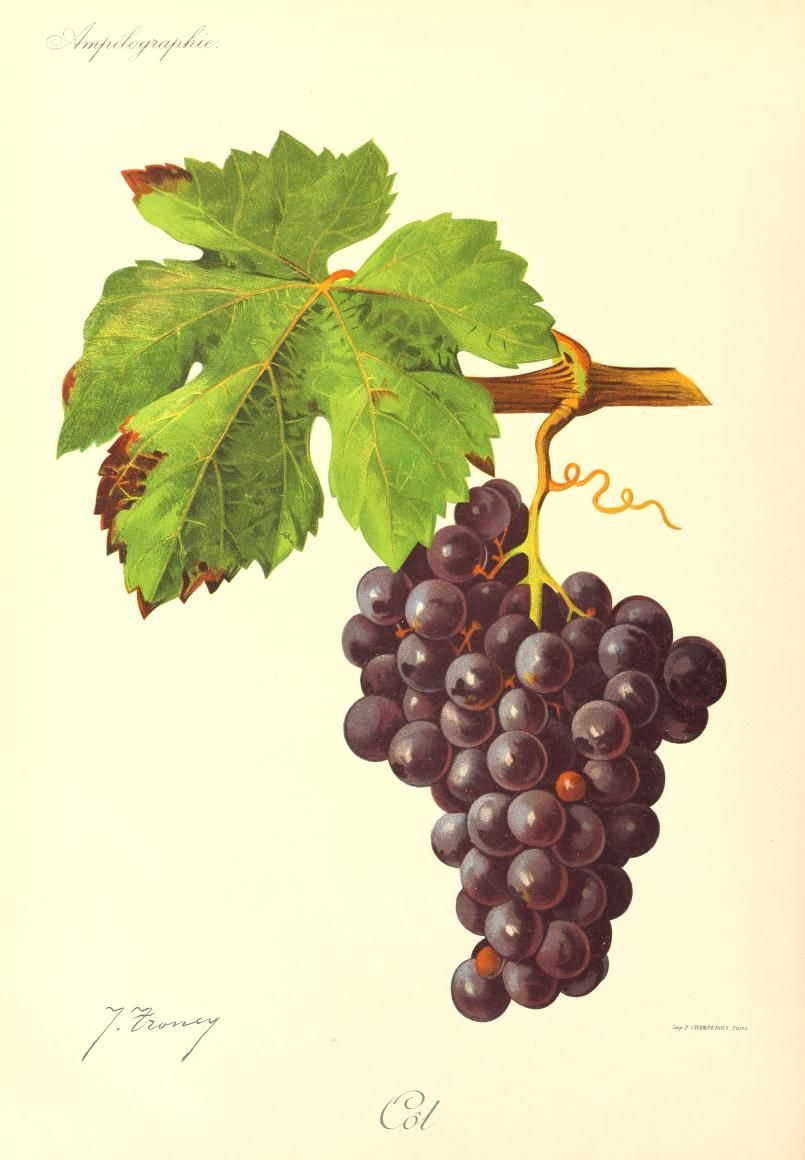
Un grappolo di vitigno Malbec che Drake del Castillo impiantò a Candé dopo aver scoperto la sua resistenza alla fillossera

La più importante delle doti di Drake fu indubbiamente quella di essersi occupato attivamente di viticoltura. Sin da quando ottenne il castello di Candé dal padre, iniziò a sviluppare un progetto per la coltivazione della vite in maniera innovativa. Il grande vigneto predisposto da suo padre, infatti, occupava un'area di 60 ettari e si estendeva nei territori degli attuali comuni di Monts e Joué-lès-Tours. Tuttavia, l'invasione della fillossera a partire dal 1882, rischiò di ridurre notevolmente i suoi sforzi e di compromettere ettari ed ettari di raccolto in tutta la regione. Servendosi di esperti nel campo e con le proprie conoscenze sviluppate negli anni, fu il primo imprenditore francese a sperimentare metodi di contrasto di queste problematiche della pianta di vite innestando per la prima volta vitigni francesi su portainnesti ritenuti più resistenti. Le prime sperimentazioni iniziarono attorno al 1886 quando egli introdusse nel vigneto di Candé il vitigno Riparia Gloire de Montpellier che si dimostrò resistente alla fillossera, avviando così la diffusione di questo metodo con successo in tutta la Francia. Contro la peronospora, un fungo che attaccava la pianta di vite dalle radici, fu il primo a sperimentare la cosiddetta "miscela bordolese" con successo.. Si batté altrettanto strenuamente affinché il governo francese consentisse l'autorizzazione di vitigni americani sul suolo francese perché questi si erano dimostrati particolarmente utili come portinnesti. Grazie alla sua opera, venne varata una legge che consentiva lo sblocco di queste importazioni e si riuscì a salvare buona parte dei vigneti del Touraine. Nel 1892, Jacques Drake ottenne la medaglia d'oro al concorso agricolo regionale per i buoni risultati ottenuti nel suo vigneto di Candé con l'impianto di viti Malbec.
Drake del Castillo fu inoltre fondatore e vicepresidente del sindacato dei viticoltori di Montbazon nonché vicepresidente del sindacato degli agricoltori dell'Indre-et-Loire.

### La politica

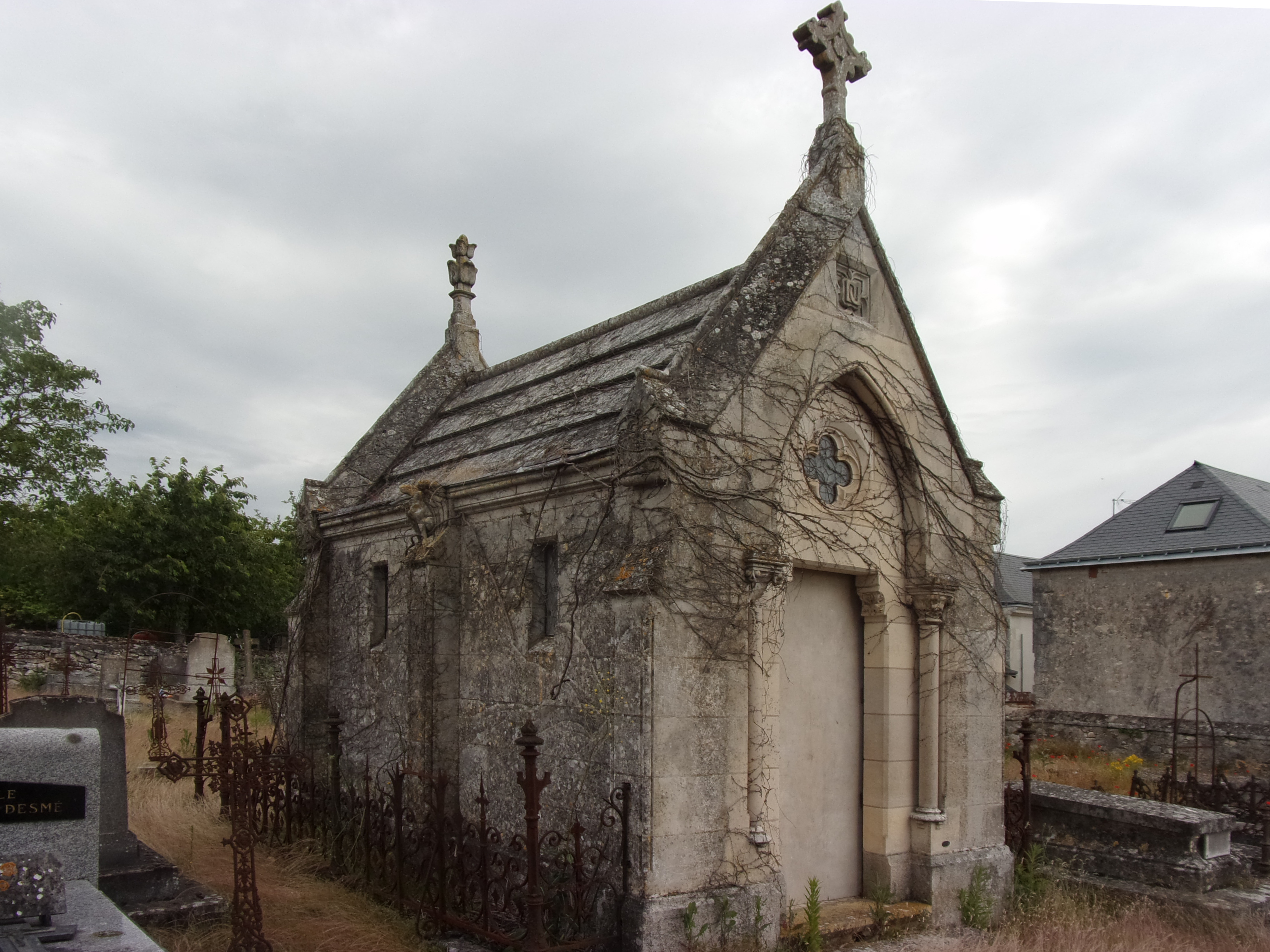
La cappella della famiglia Drake nel cimitero di Monts.

Parallelamente alla sua carriera di viticoltore e imprenditore, Drake entrò in politica a partire dal 1880 quando venne eletto sindaco del comune di Monts dove si trovava il castello di Candé. Nel 1883 venne eletto consigliere generale del cantone di Montbazon e dovette cedere temporaneamente l'incarico di sindaco della cittadina dove abitava in quanto chiamato a sedere al consiglio comunale di Tours. Nel 1889, decise di candidarsi alle elezioni nazionali nelle file dei repubblicani moderati, ma fallì contro il boulangista Louis-Virgile-Raoul du Saussay. Nel 1893 venne eletto deputato per il dipartimento dell'Indre-et-Loire, questa volta nel partito dei repubblicani progressisti ed ottenendo la rielezione nel 1898. Divenne vicepresidente dell'Assemblea nazionale nel 1898-1899. Alle elezioni del 1906, sconfitto dal socialista radicale René Besnard, così come avvenne nel 1910 e nel 1914.
Una delle ragioni per queste sue sconfitte ad inizio Novecento fu probabilmente le sue prese di posizione pubbliche nell'affare Dreyfus, nel quale non solo si oppose alla revisione del processo nel 1906, ma protestò anche nel 1908 contro l'ingresso di Émile Zola nel Pantheon..
Alla sua morte, il 30 giugno 1918, venne sepolto nel cimitero di Père-Lachaise a Parigi, ma il suo corpo venne poi trasferito nella cappella di famiglia del cimitero di Monts. Suo figlio Jean ereditò i suoi beni e come lui intraprese la carriera politica divenendo sindaco a Monts.